# حملة أطفال بلا تدخين
حملة أطفال بلا تدخين، (بالإنجليزية: Campaign for Tobacco-Free Kids)‏، هي منظمة أمريكية غير ربحية، تؤيد الحد من استهلاك التبغ. وقد أطلق عليها «منظمة رائدة لمكافحة التبغ» من قبل نيويورك تايمز.

## تاريخ
تأسست في أيلول 1995، وعين أول رئيس لها بيل نوفيلي.
استقال «نوفيللي» من المنظمة في عام 1999، ليعمل في AARP.
في 1 كانون أول 2000، تم استبدال «نوفيلي» «بماثيو مايرز»، الذي كان رئيس المنظمة منذ ذلك الحين. تضمنت المنظمات التي ساعدت في تأسيس الحملة من أجل أطفال بلا تدخين مؤسسة روبرت وود جونسون، وجمعية السرطان الأمريكية، وجمعية القلب الأمريكية، من بين منظمات أخرى.

## روابط خارجية
- https://www.tobaccofreekids.org/ar/